# 哈瑟伦德
哈瑟伦德（德語：Haselund）是德国石勒苏益格－荷尔斯泰因州的一个市镇。总面积12.79平方公里，总人口906人，其中男性471人，女性435人（2011年12月31日），人口密度71人/平方公里。